# Dicranella fusca
Dicranella fusca är en bladmossart som beskrevs av Brotherus 1891. Dicranella fusca ingår i släktet jordmossor, och familjen Dicranaceae. Inga underarter finns listade i Catalogue of Life.